# كينجي هيراتا
كينجي هيراتا هو نقابي وسياسي ياباني، ولد في 4 يناير 1944 في كاكاميغهارا في اليابان. حزبياً، نشط في الحزب الديمقراطي الياباني وحزب الآفاق الجديدة. وقد انتخب رئيس مجلس المستشارين ‏ (14 نوفمبر 2011 – 28 يوليو 2013) وانتخب عضو مجلس المستشارين ( – 28 يوليو 2013).